# VfR Horst
Der VfR Horst (offiziell: Verein für Rasensport Horst von 1946 e. V.) ist ein Sportverein aus der Gemeinde Horst (Holstein) im Kreis Steinburg in Schleswig-Holstein. Der Verein besitzt Sparten für Fußball, Darts und Badminton.

## Fußballabteilung
Der Herren-Fußballmannschaft des Vereins gelang 2008 nach vielen Jahren der Zugehörigkeit zu unteren Spielklassen der Aufstieg in die Schleswig-Holstein-Liga. In der Saison 2008/09 erreichte der Verein dort den 15. Platz, der den direkten Wiederabstieg bedeutete. Der VfR Horst spielte seitdem in der Schleswig-holsteinischen Verbandsliga West, unterbrochen von der Saison 2011/12, in der der Verein nur in der Kreisliga spielte. 2017 qualifizierten sich die Horster für die neu geschaffene Landesliga Holstein. Nachdem die Mannschaft unter dem damaligen Trainer Florian Rammer in der Saison 18/19 abgestiegen war, konnte sich der VfR in der Hinrunde der neuen Saison auf dem 4. Platz der Verbandsliga West platzieren. Dies blieb auch bis zur Corona-Pandemie. Nach der Regelung des Schleswig-Holsteinischen-Fußballverbandes stieg der VfR knapp nicht auf.